# Sarajevski proces 1983.
Sarajevski proces bio je sudski postupak pokrenut 1983. protiv 13 muslimanskih intelektualaca optuženih za islamski fundamentalizam i kontrarevoluciju. Uhićeni su u travnju 1983., a suđenje je započelo u kolovozu 1983. Optuženici bili su pripadnici islamističke organizacije Mladi Muslimani. Među njima bio je i Alija Izetbegović, autor Islamske deklaracije (1970.), kasniji čelnik Stranke demokratske akcije (SDA), te prvi predsjednik Republike Bosne i Hercegovine. Pripadnici su osuđeni na višegodišnje zatvorske kazne, a pomilovani su 1988. godine.

## Presuda
- Omer Behmen, 15 godina
- Salih Behmen, 5 godina
- Đula Bičakčić
- Edhem Bičakčić, 7 godina
- Hasan Čengić, 10 god
- Derviš Đurđević
- Alija Izetbegović, 14 godina
- Džemaludin Latić, 6 godina i 6 mjeseci
- Ismet Kasumagić, 10 god
- Melika Salihbegović
- Mustafa Spahić, 5 god
- Husein Živalj, 6 godina